# Chlorhoda rufoviridis
Chlorhoda rufoviridis är en fjärilsart som beskrevs av Walker 1865. Chlorhoda rufoviridis ingår i släktet Chlorhoda och familjen björnspinnare. Inga underarter finns listade i Catalogue of Life.